# Thomas Mogensen
Thomas Mogensen, né le 30 janvier 1983 à Odder, est un handballeur danois jouant au poste de demi-centre. Avec l'équipe nationale du Danemark, il est notamment champion d'Europe en 2012 et vice-champion du monde en 2011. En club, après onze saisons au Flensburg-Handewitt où il a notamment remporté la Ligue des champions en 2014 et le Championnat d'Allemagne en 2018, il retourne au Danemark en 2018 en signant au Skjern Håndbold.

## Palmarès

### En club
Compétitions internationales
- Vainqueur de la Ligue des champions (1) : 2014
- Vainqueur de la Coupe d'Europe des vainqueurs de coupe (1) : 2012

Compétitions nationales
- Vainqueur du Championnat du Danemark (2) : 2004, 2007
- Vainqueur de la Coupe du Danemark (1) : 2005
- Vainqueur du Championnat d'Allemagne (1) : 2018
  - Vice-champion en 2008, 2012, 2013, 2016, 2017
- Vainqueur de la Coupe  d'Allemagne (1) : 2015
  - Finaliste en 2011, 2012, 2013, 2014, 2016, 2017
- Vainqueur de la Supercoupe d'Allemagne (1) : 2014

### En équipe nationale
Championnats d'Europe
- 5e place au Championnat d'Europe 2010,  Autriche
- Médaille d'or au Championnat d'Europe 2012,  Serbie
- Médaille d'argent au Championnat d'Europe 2014,  Danemark

Championnats du monde
- 4e place au championnat du monde 2009,  Croatie
- Médaille d'argent au championnat du monde 2011,  Suède

Jeux olympiques
- 6e place aux Jeux olympiques 2012 de Londres,  Royaume-Uni